# صادق مال الله
صادق عبد الكريم مال الله أو صادق مال الله ولد في محافظة القطيف في عام 1970، وهو من الشيعية السعوديين الذي تم قطع رأسه في القطيف بتاريخ 3 أيلول/سبتمبر عام 1992 وذلك بتهمة إهانة النبي محمد والإساءة للإسلام والكتاب المقدس الذي هو القرآن الكريم.
وكان صادق عبد الكريم قد اتهم نبي الإسلام محمد بأنه كاذب ومحتال، ويستخدم السحر كما أنه يتلقى مساعدة من الشياطين. كما أنه أدين بتهمة إلقاء الحجارة على سيارة للشرطة في 1988 حيث قضى عقوبة لمدة خمس سنوات في المباحث العامة السعودية في ذلك الوقت.